# تائوماتاوهاکاتانگیهانگاکوآئوآئووتاماته‌آپوکائیوهنوآکیتاناتاهو

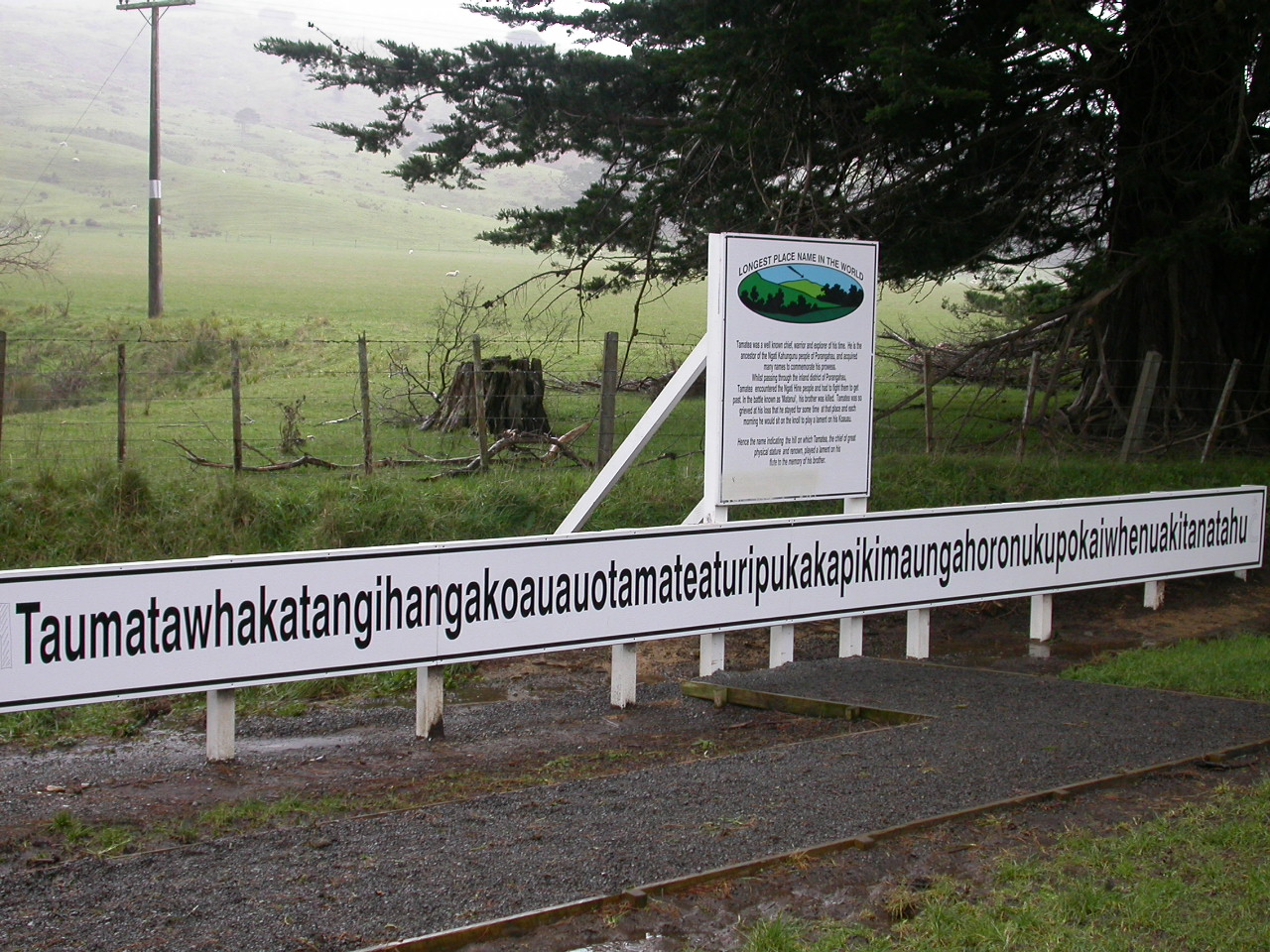

تائوماتاوهاکاتانگیهانگاکوآئوآئووُتاماته‌آپوکائیوهنوآکیتاناتاهو
(Taumatawhakatangihangakoauauotamateapokaiwhenuakitanatahu) نام مائوری تپه‌ای به ارتفاع ۳۰۵ متر در نیوزیلند است.
نام این تپه به معنی «قله‌ای که تاماته‌آ، مردی با زانوان بزرگ، بالا رونده از کوه‌ها و پیماینده زمین‌ها از آن گذشت و در آن برای معشوقش نی زد» است.
نام این تپه در کتاب رکوردهای گینس به عنوان دومین نام طولانی یک مکان در جهان، و بلندترین نام یک مکان در یک کشور انگلیسی‌زبان ثبت شده‌است. طولانی‌ترین نام یک مکان در دنیا مربوط است به اسم کامل شهر بانکوک.